# Belo (Brda)
Belo é um assentamento localizado no município de Brda na Eslovênia. Possuía uma população estimada de 9 habitantes em 2020.